# Holalu, Belur
Holalu là một làng thuộc tehsil Belur, huyện Hassan, bang Karnataka, Ấn Độ.